# Horná Mariková
Horná Mariková ist eine Gemeinde in der Nordwestslowakei mit 583 Einwohnern (Stand 31. Dezember 2024) und gehört zum Okres Považská Bystrica, einem Kreis des Trenčiansky kraj.

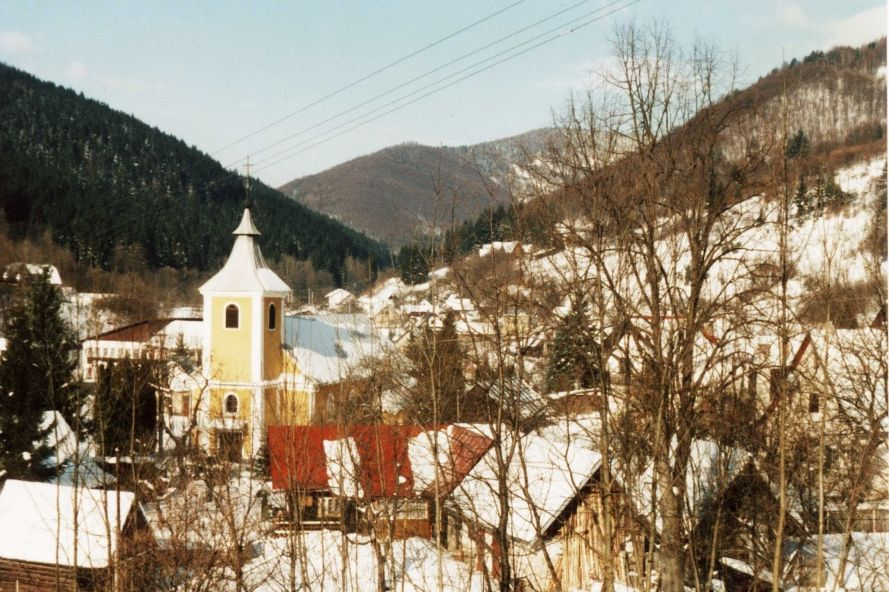

## Geographie
Die Gemeinde befindet sich im Javorník-Gebirge am oberen Verlauf des Baches Marikovský potok. Das Ortszentrum liegt auf einer Höhe von 440 m n.m. und ist 20 Kilometer von Považská Bystrica entfernt.
Verwaltungstechnisch gliedert sich die Gemeinde in 10 Gemeindeteile: Belejov, Hlboké, Modlatín, Pagaňov, Ráztoka, Rovné, Stolečné, Udička, Vlkov und Žrnové.

## Geschichte
Die Geschichte bis zum 18. Jahrhundert ist weitgehend mit jener der Nachbargemeinde Dolná Mariková identisch. Zu einer Besiedlung des Gebietes kam es im 17. Jahrhundert im Rahmen der walachischen Kolonisierung. 1789 wurde eine Pfarrei namens Hornyo Hlboke errichtet. 1828 zählte man 309 Häuser und 2598 Einwohner. Viele von ihnen waren in Land- und Forstwirtschaft beschäftigt, niedrige Fruchtbarkeit hat aber viele gezwungen, Arbeit im Ausland zu suchen.
1954 spaltete sich Horná Mariková von der bis dahin bestehenden Gemeinde Mariková ab.

## Bevölkerung
| Jahr                | 1994 | 2004     | 2014     | 2024    |
| ------------------- | ---- | -------- | -------- | ------- |
| Anzahl der Personen | 908  | 757      | 613      | 583     |
| Unterschied         |      | −16,62 % | −19,02 % | −4,89 % |

| Jahr                | 2023 | 2024    |
| ------------------- | ---- | ------- |
| Anzahl der Personen | 574  | 583     |
| Unterschied         |      | +1,56 % |

Nach der Volkszählung 2011 wohnten in Horná Mariková 660 Einwohner, davon 610 Slowaken, vier Tschechen und ein Mährer. 45 Einwohner machten keine Angabe. 527 Einwohner bekannten sich zur römisch-katholischen Kirche und je ein Einwohner zur griechisch-katholischen, orthodoxen und neuapostolischen Kirche. 31 Einwohner waren konfessionslos und bei 99 Einwohnern ist die Konfession nicht ermittelt.
Ergebnisse nach der Volkszählung 2001 (824 Einwohner):
| Nach Ethnie: - 99,02 % Slowaken - 0,85 % Tschechen - 0,12 % Mährer | Nach Konfession: - 92,48 % römisch-katholisch - 4,00 % keine Angabe - 3,40 % konfessionslos |

## Sehenswürdigkeiten
- römisch-katholische Kirche im klassizistischen Stil, nach 1830 erbaut